# Yu-Gi-Oh! GX
Yu-Gi-Oh! GX este un serial televiziune japonez de anime